# Mary W. Gray
Mary Lee Wheat Gray (Nebraska, 8 de abril de 1939) es una matemática estadounidense. Es autora de libros y artículos de matemáticas, educación matemática, ciencias de la computación, estadística, equidad económica, ley de discriminación, y libertad académica. Es parte de la Junta de Asesores de POMED (Proyecto sobre la Democracia del Oriente Medio) y es la Presidenta del Consejo de Administración de AMIDEAST (América y Medio Oriente por la Educación y Formación de Servicios, Inc.).

## Biografía y carrera
Gray completó su licenciatura en el Colegio Hastings y su doctorado en la Universidad de Kansas. También completó su doctorado en Leyes en el Colegio de Leyes de Washington. Es miembro de los tribunales de la Corte Suprema de Estados Unidos y del Distrito de Columbia.
Gray fue una de los miembros fundadores de la Association for Women in Mathematics (Asociación para Mujeres en Matemática, AMM) y la primera presidente de la AMM desde 1971 hasta 1973. Como se informa en A Brief History of the Association for Women in Mathematics: The Presidents' Perspectives (Una Historia Breve de la Asociación para Mujeres en Matemática: Las Perspectivas de los Presidentes), de Leonore Blum, "Como Judy Green recuerda (y Chandler Davis confirma): La idea formal de que las mujeres se reuniesen y formasen una asamblea fue primeramente hecha pública en la reunión de 1971 de la Mathematics Action Group (Grupo de Acción de Matemáticos), que tuvo lugar en Atlantic City. Joanne Darken, entonces instructora de la Universidad de Temple y luego en la Comunidad Colegial de Filadelfia, se levantó en la reunión y sugirió que las mujeres presentes se quedasen y formasen una asamblea. He sido capaz de documentar que seis mujeres se quedaron: yo (era estudiante graduada en Maryland en ese tiempo), Joanne Darken, Mary W. Gray (ya estaba en la Universidad Americana), Diane Laison (entonces instructora en Temple), Gloria Olive (profesora en la Universidad de Otago, Nueva Zelanda quien estaba visitando a los Estados Unidos en ese tiempo) y Annie Selden. No está absolutamente claro qué pasó después, excepto que yo siempre he pensado personalmente que Mary fue la responsable de encargarse de todo." Mary W. Gray fue la primera organizadora, publicando un anuncio en febrero de 1971 en las noticias de la American Mathematical Society (Sociedad Matemática Estadounidense, SME), y escribiendo el primer número del Boletín de la SME en mayo. 
Una vez más según lo informado por Leonore Blum, "Lo que recuerdo haber escuchado sobre Mary y la reunión de la Atlantic City, de hecho lo que atrajo mi curiosidad, fue un evento enteramente diferente, uno que también podía alterar dramáticamente el carácter de la comunidad matemática. En esos años la SME era gobernada por algo que sólo podía ser llamado como "red de chicos mayores", cerrado a todos menos a los del círculo íntimo. Mary desafió eso al asistir a la reunión del Consejo en Atlantic City. Cuando le dijeron a ella que tenía que irse, ella se negó diciendo que esperaría hasta que llegara la policía. (Mary relata la historia algo diferente: Cuando le dijeron que tenía que irse, ella respondió que no podía encontrar ninguna regla en los estatutos restringiendo la asistencia a las reuniones del Consejo. Entonces a ella se le dijo que había sido un "acuerdo de caballeros". Mary respondió diciendo "Bueno, obviamente no soy un caballero.") Después de ese tiempo, las reuniones del Consejo estuvieron abiertas a observadores y el proceso de democratización en la sociedad había comenzado." Una Historia Breve de la Asociación para Mujeres en Matemática: Las Perspectivas de los Presidentes dedicó un capítulo a Mary Gray titulado Mary Gray (1971-1973): La Madre de Todos Nosotros.
Gray ha recibido el Presidential Award for Excellence in Science, Engineering, and Mathematics Mentoring (Premio Presidencial a la Excelencia en Ciencia, Ingeniería, y Tutoría de Matemáticas) de parte del entonces Presidente de los Estados Unidos, George W. Bush. También ha recibido títulos honoríficos de la Universidad de Nebraska, Colegio Mount Holyoke, y del Colegio Hastings. Es miembro de la Sociedad Matemática Estadounidense, Asociación Estadística Estadounidense, Asociación Estadounidense para el Avance en la Ciencia, y de la Asociación para Mujeres en la Ciencia.

## Obra

### Libros
- Gray, Mary W. (1970).  Addison-Wesley Pub. Co, ed. Radical approach to algebra. Reading, Massachusetts.
- Gray, Mary W. (1972).  Addison-Wesley Pub. Co, ed. Calculus with finite mathematics for social sciences. Reading, Massachusetts. ISBN 9780201025736.

### Artículos periodísticos
Gray ha publicado más de 80 artículos.
- Gray, Mary; Bergmann, Barbara R.. Student teaching evaluations: Inaccurate, demeaning, misused 89. pp. 44-46.

## Premios
- 1959 Beca Fulbright[6]
- 1959-1963 Beca de la Ley de Defensa de Educación Nacional[7]
- 1963-1964 Beca de la Fundación Nacional para la Ciencia.
- 1994 Premio Mentor por el Logro de Por Vida de la Asociación Estadounidense para el Avance de la Ciencia.[8]
- 1979 Premio Georgina Smith de la Asociación Estadounidense para Profesores Universitarios que la obtuvo por su trabajo sobre la situación de la mujer en la negociación colectiva.[9]
- 2001 Premio Presidencial a la Excelencia en Ciencia, Ingeniería, y Tutoría de Matemáticas.[10]
- 2012 Premio Elizabeth L. Scott del Comité de Presidentes de Sociedades de Estadística.[11]

## Pertenencia
- Presidenta del Consejo de Administración de la American Middle East Education[2]
- Statistics Without Borders
- Codirectora del programa de Patricia Roberts Harris Fellowship en la Universidad Americana[5]
- Presidenta de la Association for Women in Mathematics, 1971-1973
- Asociación Americana para el Avance de la Ciencia: Presidenta del Comité de Libertad y Responsabilidad Científica, 1997-1999[12]